# Paul Fehse
Friedrich Hermann Paul Fehse (* 22. Mai 1892; † Anfang Dezember 1974 in Berlin-Charlottenburg) war ein deutscher Jurist und Finanzbeamter. 

## Leben
Nach dem Schulbesuch ging Paul Fehse zum Studium und promovierte 1916 an der Universität Greifswald zum Dr. jur. Das Thema seiner Dissertation lautete Die Sonderrechte der deutschen Bundesstaaten. 1915 trat er in den Staatsdienst ein und war nach Ende des Ersten Weltkrieges ab 1920 als Gerichtsvollziehungsinspektor am Amtsgericht Berlin-Mitte tätig. 1922 wechselte er an das Preußische Finanzministerium, wo er um das Jahr 1925 zum Regierungsrat, um 1927 zum Finanzrat und um 1930 zum Oberfinanzrat ernannt wurde. 
Nach der Machtergreifung der Nationalsozialisten ist er 1933 als bewährter Kämpfer der nationalsozialisten Bewegung außerdem zum Ministerialrat befördert worden. Er war hauptsächlich mit dem preußischen Stempelsteuerrecht beschäftigt und publizierte darüber in den Jahren 1933 und einen Nachtrag 1935.
Auch nach dem Zweiten Weltkrieg blieb Paul Fehse als Ministerialrat weiter im Staatsdienst in Westberlin beschäftigt.
Er lebte in Berlin-Friedenau, Hähnelstraße 12.